# Mount Pleasant Football Academy
Maillots
Actualités
La Mount Pleasant Football Academy est un club jamaïcain de football basé à Saint Ann's Bay, capitale de la Paroisse de Saint Ann.

## Historique
Le club est fondé en 2016 par l'entrepreneur Britannique Peter Gould,. En 2018, après avoir remporté le championnat régional de Saint Ann,, il est promu en première division, pour la première fois de son histoire,. En juin 2023, la Mount Pleasant FA remporte la finale de la Premier League face au Cavalier FC et ainsi son premier titre de champion national de son histoire